# Mydromera nolckeni
Mydromera nolckeni là một loài bướm đêm thuộc phân họ Arctiinae, họ Erebidae.